# Montbel (Ariège)
Montbel (okzitanisch Montbèl) ist eine Gemeinde in  Frankreich mit 93 Einwohnern (Stand 1. Januar 2022) im Département Ariège in der Region Okzitanien. Sie gehört zum Kanton Mirepoix und zum Arrondissement Pamiers.
Nachbargemeinden sind Belloc im Nordwesten, Camon im Norden, Sonnac-sur-l’Hers im Nordosten, Chalabre im Osten, Rivel im Südosten, Sainte-Colombe-sur-l’Hers im Süden, Le Peyrat im Südwesten und Léran im Westen. In Montbel und Léran befindet sich der Stausee Lac de Montbel.

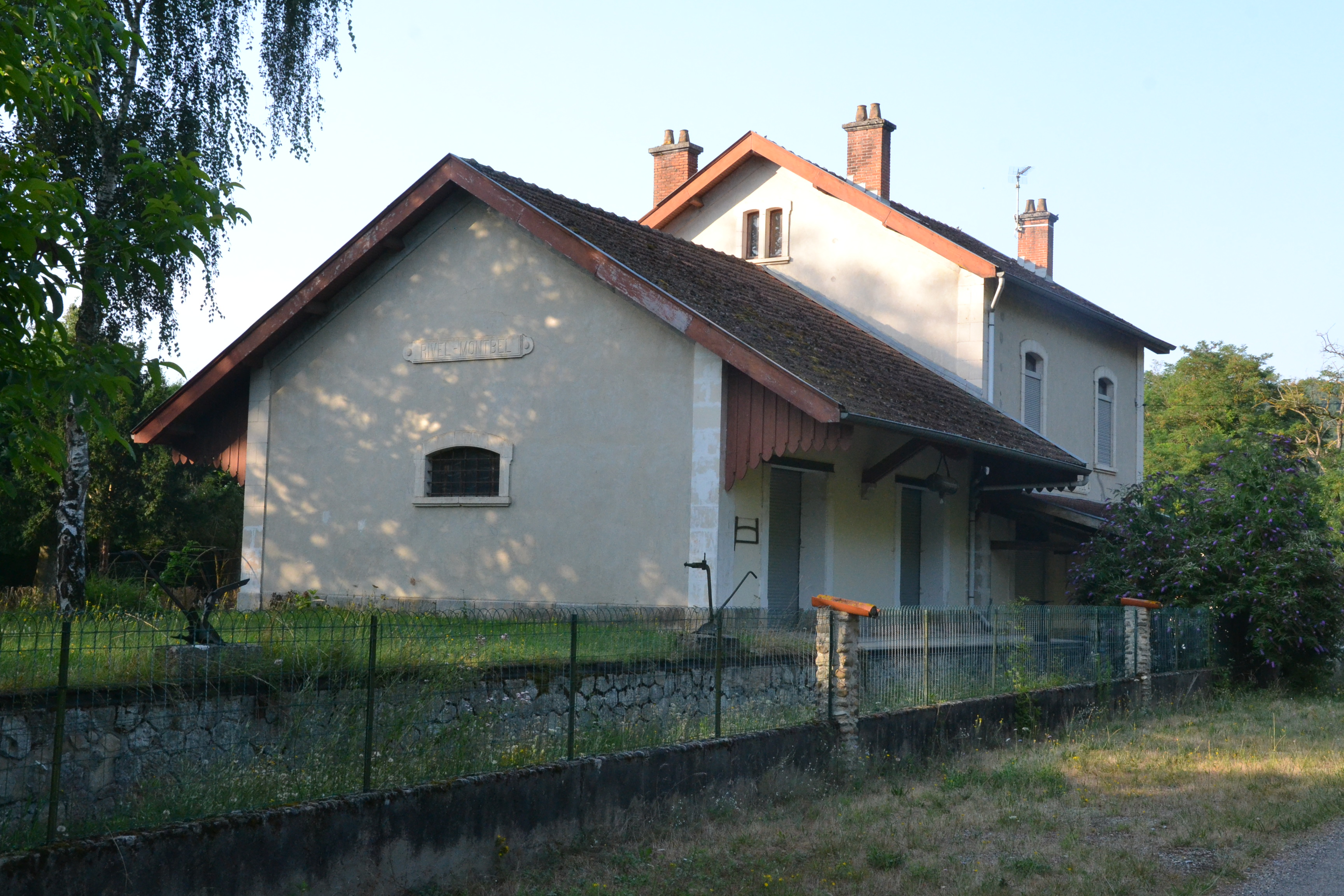
Ehemaliges Bahnhofsgebäude Rivel – Montbel

## Bevölkerungsentwicklung
| Jahr                       | 1962 | 1968 | 1975 | 1982 | 1990 | 1999 | 2008 | 2015 | 2021 |
| -------------------------- | ---- | ---- | ---- | ---- | ---- | ---- | ---- | ---- | ---- |
| Einwohner                  | 105  | 113  | 115  | 110  | 109  | 123  | 109  | 118  | 95   |
| Quellen: Cassini und INSEE |      |      |      |      |      |      |      |      |      |